# Daniel Graf
Ne doit pas être confondu avec Florian Graf, autre biathlète allemand
Pour les articles homonymes, voir Graf.
Daniel Graf, né le 7 septembre 1981 à Gräfenroda, est un biathlète allemand. Il est auteur de deux podiums individuels en Coupe du monde et quatre fois champion d'Europe de relais.

## Biographie
Daniel Graf s'illustre dans les catégories juniors en remportant plusieurs médailles lors des championnats du monde juniors. Sacré champion du monde junior à deux reprises au sein des relais allemands entre 1999 et 2001, Graf enlève quant à lui deux podiums individuels. Le jeune biathlète tarde à confirmer au plus haut-niveau en senior et ne participe alors qu'aux épreuves de Coupe d'Europe à cause de la forte densité de l'équipe allemande. Le biathlète effectue ses premières apparitions en Coupe du monde en 2003. Il dispute en effet sa première épreuve individuelle en 2003 lors d'un sprint organisé à Osrblie (Slovaquie). Cependant, ne parvenant pas à se qualifier pour la poursuite, il doit attendre 2004 et nouveau sprint pour marquer ses premiers points en Coupe du monde (il termine 22e à Östersund).
En 2005, Graf monte sur son premier podium en finissant second lors d'un relais. À titre individuel, l'Allemand figure régulièrement dans les points et obtient ses premiers tops 10. Il termine cette saison au 22e rang mondial. Après avoir réalisé des saisons 2006 et 2007 moins bonnes que 2005, Daniel Graf franchit un palier dès le début de la saison 2008. Obtenant son meilleur résultat dès l'épreuve d'ouverture (5e sur un individuel), l'Allemand monte sur son premier podium individuel en Coupe du monde en terminant troisième d'une poursuite organisée à Hochfilzen. Il récidive à la fin de la saison en prenant la seconde place d'une mass start organisée à Khanty-Mansiïsk (Russie). Il a aussi réalisé son meilleur résultat lors d'un Championnat du monde en terminant septième du sprint à Östersund.
Après la saison 2011-2012, Daniel Graf annonce la fin de sa carrière sportive.

## Palmarès

### Championnats du monde
| Épreuve / Mondiaux | Individuel | Sprint | Poursuite | Départ en masse | Relais | Relais mixte |
| 2005 Hochfilzen    | 19e        | -      | -         | 17e             | -      | -            |
| 2008 Östersund     | 33e        | 7e     | 19e       | 17e             | -      | -            |

Légende :

 : épreuve inexistante

- : n'a pas participé à l'épreuve

### Coupe du monde
- Meilleur classement général : 13e en 2008.
- 2 podiums individuels : 1 deuxième place et 1 troisième place.
- 3 podiums en relais : 1 deuxième et 2 troisièmes places.

#### Classements en Coupe du monde
| Saison    | Classement général final | Individuel | Sprint | Poursuite | Mass start |
| 2003-2004 | nc                       |            | nc     | nc        |            |
| 2004-2005 | 22e                      | 23e        | 25e    | 23e       | 26e        |
| 2005-2006 | 55e                      |            | 45e    | 50e       |            |
| 2006-2007 | 54e                      |            | 46e    | 38e       |            |
| 2007-2008 | 13e                      | 20e        | 8e     | 17e       | 11e        |
| 2008-2009 | 85e                      | 58e        | nc     | nc        |            |
| 2009-2010 | 102e                     | -          | 83e    |           |            |
|           |                          |            |        |           |            |
| 2011-2012 | 62e                      | nc         | 66e    | 50e       |            |

### Championnats d'Europe
- Médaille d'or du relais en 2002, 2003, 2004 et 2007.

### Championnats du monde junior
- Médaille d'or en relais en 2000 et 2001.
- Médaille de bronze du relais en 1999 et du sprint en 2000 et 2001.

### IBU Cup
- Vainqueur du classement général en 2010.
- 3 victoires.